# 볼 클레이

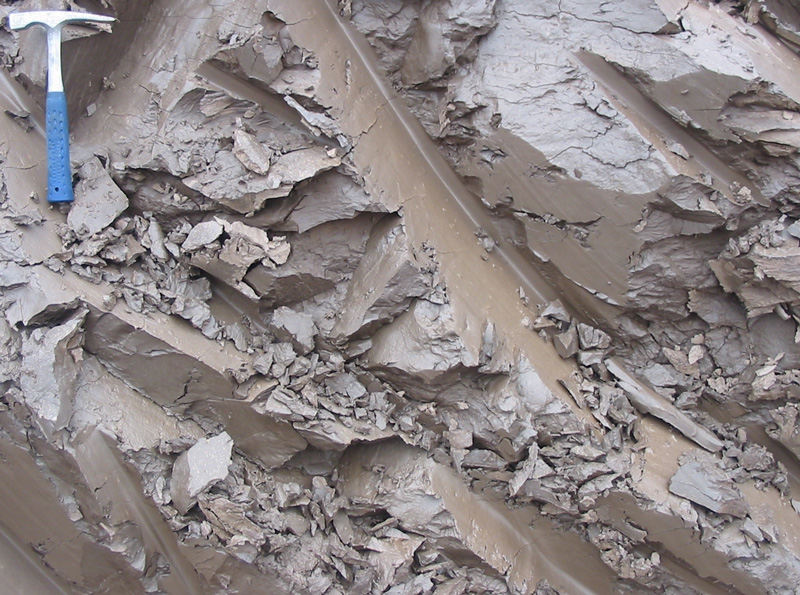

볼 클레이(ball clay)는 소성 후 화학적으로는 카올린과 유사하나 소성 전 상태에서는 유기물질(有機物質)을 함유하고 있기 때문에 그 색이 엷은 황갈색에서 짙은 회색을 띄고 있다. 볼 클레이는 카올린 형성 과정과 같이 화강암질 암석이 풍화되어 생성된 것이지만 늪지대에 퇴적되어 있으므로 식물의 부패에 의한 유기산과 가스 혼합물에 의해 퇴적 카올린보다 더 미세한 입자로 분해되어 있다. 볼 클레이를 소지에 첨가하면 가소성과 건조강도(乾燥强度)를 높여주며 소지가 10~20%의 볼 클레이를 함유하면 물레성형에 가장 적합한 성질을 갖게된다. 카올린과 마찬가지로 고온에서 숙성되며 유약에서는 알루미나와 실리카의 공급원 및 접착제로 사용된다. 그러나 볼 클레이가 함유된 유약을 장기간 저장하면 가스가 형성되어 유약에 결함이 생길 수도 있다. 이런 경우에는 건조시켜 다시 사용하거나 포름알데히드(formaldehyde)를 몇 방울 첨가함으로써 가스 방출을 제거하여 사용할 수 있다.

## 참고 문헌
- 글렌C.넬슨, 《도자예술》, 미진사, 1980